# Трежър
Окръг Трежър (на английски: Treasure County) е окръг в щата Монтана, Съединени американски щати. Площта му е 2549 km², а населението - 679 души (2017). Административен център е град Хайшам.